# In den Beginne (spel)
In den Beginne is een computerspel dat werd ontwikkeld door John Vanderaart (ook wel "DrJ") van Radarsoft. Het spel kwam in 1984 uit voor de Commodore 64. Het spel was een grafische tekstadventure waarin de speler op zoek gaat naar een manier om een Commodore 64 te kopen. Het spel kan bestuurd worden via het toetsenbord door middel van simpele opdrachten, zoals "kijk", "pak sleutels" en "noord". 